# 明仁 (富察氏)
明仁（？年—1775年），字益庵，沙濟富察氏，鑲黃旗滿洲人，清朝將領、外交官、詩人，駐藏大臣傅清長子。

## 生平
乾隆十五年（1750年），父親傅清在西藏駐藏大臣行署自殺殉難，十一月，明仁承襲一等子爵，授侍衛處三等侍衛。
二十四年（1759年）四月，隨同御前侍衛索諾木策凌護送浩罕、巴達克山等國使者前往北京。
二十五年（1760年）正月二十一日，奉派偕同額爾登額、巴朗、索勒屯和卓帶隊護送巴達克山等各國使者、攜帶敕書、贈禮前往巴達克山、痕都斯坦及博羅爾。
二十七年（1762年）九月，河南巡撫胡寳瑔病重，明仁奉派帶太醫院御醫一員馳驛前往河南診視。十二月，因事免在乾清門行走，改在大門行走。
三十六年（1771年），第二次金川之戰爆發，四月，派赴金川軍營。十二月，清軍主力攻打巴朗拉的金川碉卡，明仁與侍衛新達蘇帶兵於兩處碉寨間施放火砲取得戰果。三十七年（1772年）三月，率兵攻擊資哩北山，金川軍趁著降雪的夜間撤退，明仁與侍衛喬蘇爾率兵分路追擊，金川軍游泳渡河退到阿喀木雅寨，清軍以火砲圍攻，金川軍再度脫逃，明仁率軍追擊。五月，清軍圍攻資哩南山，明仁偕同侍衛賡音素等督辦鑄造大砲有功。七月，金川軍三百餘人襲擊明仁守備的木卡，明仁將其擊敗。九月，四川提督董天弼由納雲達進兵，明仁受命偕同翼長富瑚率軍前往增援，不久後明仁由咱瑪山梁翻越穆陽岡，攻擊木了山梁，攻破石碉卡三十座、大碉卡及木城三座，斬獲敵軍一百餘名。乾隆帝諭交兵部議敍。十一月，升授二等侍衛。十二月，西路、南路兩路主力大軍會合，明仁充任領隊侍衛，跟隨將軍溫福攻克布朗郭宗（今屬小金縣撫邊鄉）。
三十八年（1773年）五月，因作戰時臉頰中槍，乾隆帝以「奮勉可憫」由二等侍衛升授一等侍衛。
三十九年（1774年）三月，清軍進攻凱立葉，明仁與侍衛彰靄攻取第二峰的金川軍碉卡。五月，進攻羅博瓦山山坡下木城、石碉，金川軍從樹林中前來拒戰，明仁率兵擊敗之。
四十年（1775年）五月，乾隆帝諭：「明仁在阿桂隊內，於本年正月攻取康薩爾山梁等處，隨眾帶兵，乃此後打仗並無伊名，著阿桂查明據實覆奏」。阿桂覆奏明仁患病未癒，上諭：「明仁在彼無用，著來京」，但明仁懇請留在軍營效力，阿桂代奏後，乾隆帝表示：「聽其自留，看如何效力」。八月，明仁病逝於軍營。乾隆帝諭：「據阿桂奏，明仁自到軍營以來，帶兵打仗頗屬奮勉，近雖抱病，尚力疾行走，兹因病身故等語。覽奏，深為憫惻，着賞給副都統銜，並著該部即照贈銜議卹。所有子爵，即着伊子寳綸承襲」。隨後按例賜祭葬。
明仁與弘曉、敦誠、敦敏、永忠、宜興、曹雪芹、袁樹互有詩文唱和往來。

## 家庭及關聯
- 曾祖父：米思翰，官至戶部尚書，諡敏果。
- 曾祖母：穆奇覺羅氏。
- 祖父：李榮保，官至察哈尔总管、追封一等公爵。
- 祖母：覺羅氏。
- 父：傅清（？年—1750年），官至都統銜駐藏大臣，殉難贈一等伯爵。
- 母：宗室氏，弘晟之女，誠隱郡王允祉孫女。

### 兄弟
有一弟三姊妹。
- 明義（？年—？年），官至三等侍衛、參領、上駟院侍衛。宗室氏，貝勒斐蘇之女，貝子明韶之姊妹。
- 姊妹一：嫁奉恩辅国公盛昌，貝子彰泰玄孫。[11]。
- 姊妹二：嫁宗室成本，儒富之子，阿拜玄孫。[12]。
- 姊妹三：嫁宗室宗潢，希普素之子，貝子彰泰玄孫。

### 妻室
正室：宗室氏，宗室謨雲之女，康簡親王巴爾圖孫女。

### 子嗣
- 長子：寶綸（？年—1837年），襲一等子爵。[13]